# Ectropothecium leucocladium
Ectropothecium leucocladium är en bladmossart som beskrevs av Bescherelle 1876. Ectropothecium leucocladium ingår i släktet Ectropothecium och familjen Hypnaceae. Inga underarter finns listade i Catalogue of Life.